# The September Issue
The September Issue (traducido como La edición de septiembre en Hispanoamérica y El ejemplar de septiembre en España) es un largometraje documental que muestra a Anna Wintour, editora de la revista de moda Vogue y a su equipo, durante el proceso de creación del ejemplar de septiembre de 2007, que con sus 840 páginas (la gran mayoría de ellas de publicidad) y casi 2,5 kg de peso, se convirtió en el ejemplar más grande en la historia de esa publicación, hasta septiembre de 2012 con Lady Gaga como tema principal. Esta edición tuvo 916 páginas y pesó 2.27 kg. El documental fue dirigido por R. J. Cutler y se estrenó en los cines norteamericanos el 28 de agosto de 2009.